# Сельское поселение Красноленинский
Се́льское поселе́ние Красноленинский — муниципальное образование в Ханты-Мансийском районе Ханты-Мансийского автономного округа Российской Федерации.
Административный центр — посёлок Красноленинский.

## История
Статус и границы сельского поселения установлены Законом Ханты-Мансийского автономного округа — Югры от 25 ноября 2004 года № 63-оз «О статусе и границах муниципальных образований Ханты-Мансийского автономного округа — Югры»

## Население
| 2010 | 2012 | 2013 | 2014 | 2015 | 2016 | 2017 |
| ---- | ---- | ---- | ---- | ---- | ---- | ---- |
| 919  | ↗927 | ↘926 | ↗937 | ↘904 | ↘892 | ↘865 |
| 2018 | 2019 | 2020 | 2021 |      |      |      |
| ↘857 | ↘844 | ↘833 | ↗876 |      |      |      |

## Состав сельского поселения
| № | Населённый пункт | Тип населённого пункта          | Население |
| - | ---------------- | ------------------------------- | --------- |
| 1 | Красноленинский  | посёлок, административный центр | 649       |
| 2 | Урманный         | посёлок                         | 43        |

### Упразднённые населённые пункты
Законом Ханты-Мансийского автономного округа — Югры от 9 декабря 2015 года № 129-оз «Об изменениях административно-территориального устройства Ханты-Мансийского автономного округа — Югры и о внесении изменений в отдельные законы Ханты-Мансийского автономного округа — Югры» упразднена деревня Сухорукова в связи с отсутствием в ней постоянно проживающего населения.